# Josef Borde

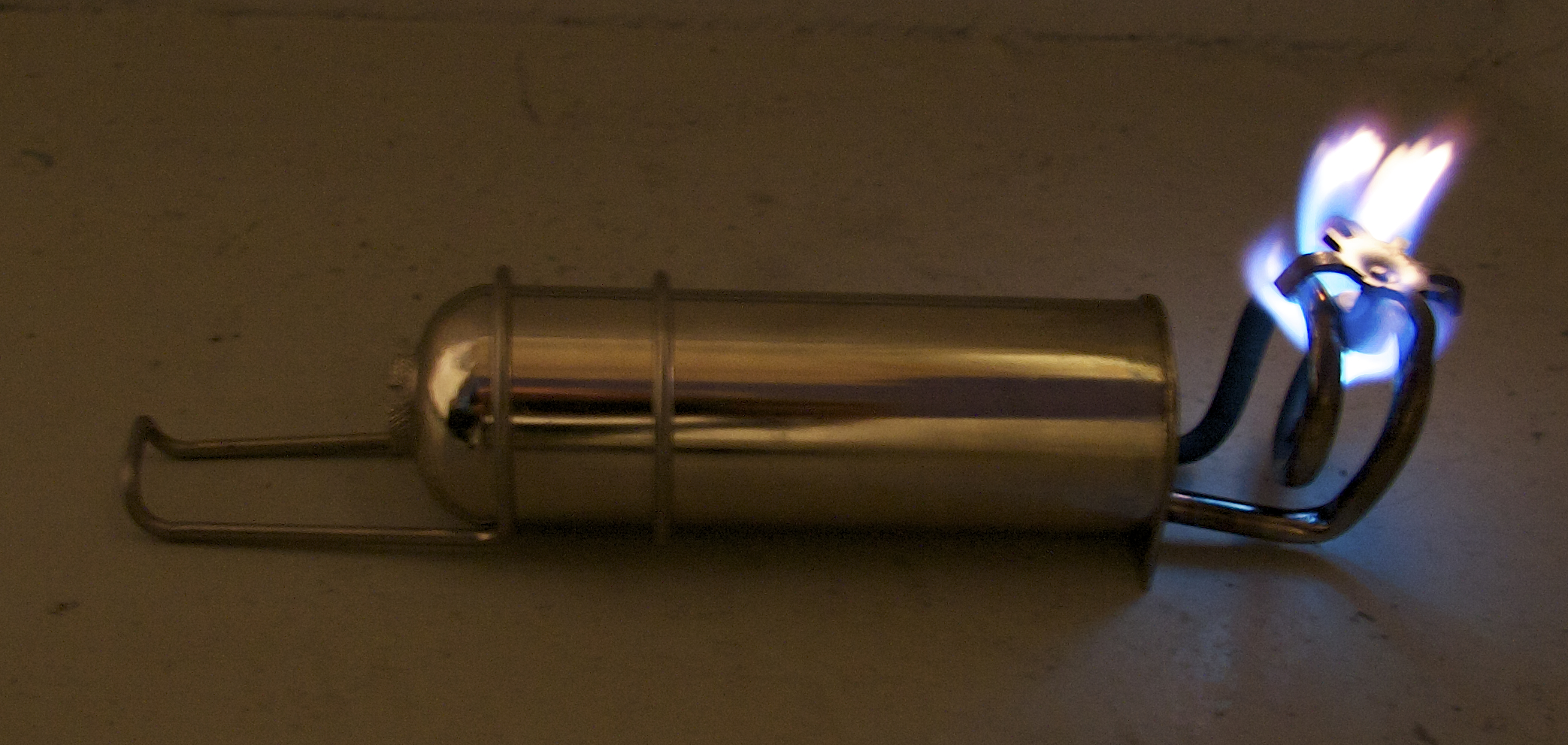
Borde-Benzinbrenner

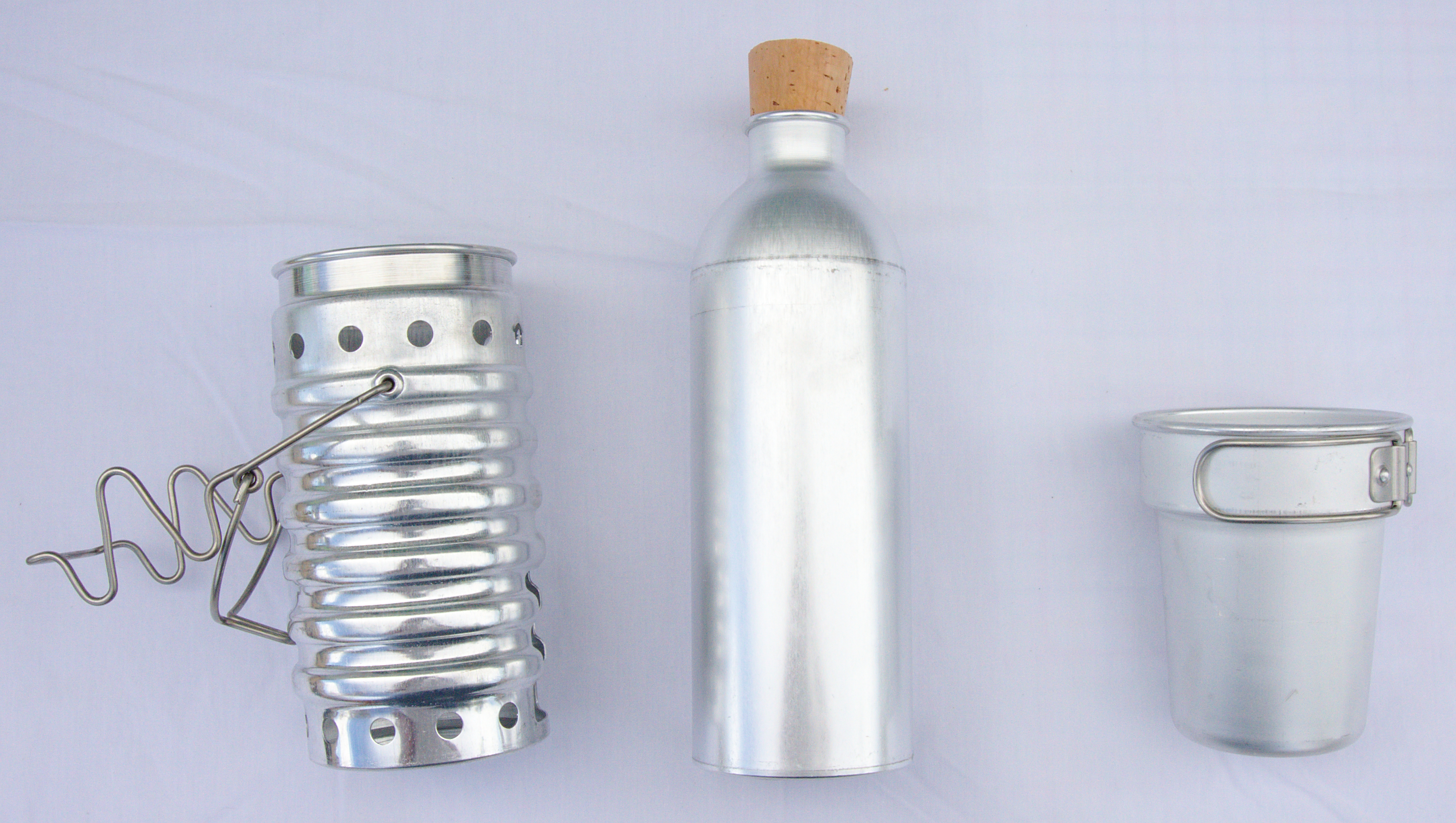
Bordeflasche

Josef Borde (* 25. Oktober 1904 in Eulau, Böhmen; † 2. Januar 1978 in Zürich) war ein Schweizer Alpinist und Erfinder.
Nach seiner Ausbildung zum Uhrmacher in der Tschechoslowakei zog er in die Schweiz.
Josef Borde hielt einige Patente. Bekannt wurden sein Skischuh-Spannhebelverschluss, der mit Benzin betriebene handliche Bordebrenner und die heizbare Bordeflasche aus Aluminium, die auch von den Gebirgstruppen der Schweizer Armee verwendet wurde.